# Ústí nad Orlicí
Ústí nad Orlicí (tjekkisk udtale: [ˈuːsciː ˈnat orlɪtsiː]; tysk: Wildenschwert) er en by i regionen Pardubice i Tjekkiet, med omkring 14.000 indbyggere. Den historiske bymidte er velbevaret og er beskyttet ved lov som en urban monumentzone .
Bydelene  Hylváty, Kerhartice og Knapovec og landsbyerne Černovír, Dolní Houžovec, Horní Houžovec og Oldřichovice er administrative dele af Ústí nad Orlicí.

## Etymologi
Navnet Ústí betyder bogstaveligt "mundingen (af floden)". Det refererer til dets placering ved sammenløbet af floder. Det tyske navn Wildenschwert blev skabt af en forvanskning af det oprindelige tyske navn Wilhelmswerd, som refererede til en af kolonisatorerne på området, Wilhelm von Dürnholz, og betød "Wilhelms forbjerg".

## Geografi
Ústí nad Orlicí ligger omkring 44 km øst for Pardubice i Svitavy højlandet. Det højeste punkt er bakken  Strážný på 5r84 meter  over havets overflade. Byen ligger ved sammenløbet af floderne Tichá Orlice og Třebovka.

## Historie
Ústí nad Orlicí blev grundlagt i anden halvdel af det 13. århundrede, under kong Ottokar 2. af Bøhmen. Tidligere lå  en slavisk bosættelse kaldet Oustí  på stedet. Den første skriftlige omtale af byen er fra 1285, da kong Wenceslaus 2. gav den til Zavis af Falkenstein.
I 1292, efter Zavis' død, forærede Wenceslaus 2. bosættelsen til cisterciensermunkene i Königsaal. De overdrog byen til Litomyšl bispedømmet i 1358. I løbet af det 15. og 16. århundrede var det ejet af forskellige adelige familier, herunder Kostkas of Postupice eller Pernštejn-familien.
Byen blev beskadiget af en stor brand i 1495. Efter Slaget ved Det Hvide Bjerg i 1620 blev Ústí erhvervet af Liechtenstein-familien. Der var væverlaug etableret her i det 16. århundrede. Byen var langsom til at komme sig efter plyndringerne under Trediveårskrigen, og blev derefter ødelagt af brand i 1705.
Den fik kommunal status i 1795. Da Ústí blev forbundet med jernbanenettet af Olomouc – Prag -linjen i 1845, boomede tekstilbranchen. Den fik sloganet Manchester of Østbøhmen og blev et vigtigt tekstilcenter. Det var et vigtigt jernbaneknudepunkt og blev fra 1850 et regionalt centrum.

## Seværdigheder
Mírové-pladsen er en regulær rektangulær plads med en grundplan, der er bevaret siden grundlæggelsen af byen. Pladsen er omgivet af arkadehuse. Midt på pladsen ses en Mariasøjle fra 1737. Det barokke rådhus blev bygget i 1721-1723 og erstattede det gamle rådhus der var  ødelagt af en  brand. En skole blev bygget ved siden af i 1793. I 1850 blev de to bygninger strukturelt forbundet.
Jomfru Marias himmelfartskirke er en senbarok-kirke, bygget i 1770–1776. Den tilstødende bygning er opført i 1742–1748.
Vor Frue kirke i Horní Houžovec blev bygget omkring 1800. Det er en trækirke på landet med et ottekantet skib, værdsat som et eksempel på folkelig arkitektur i regionen.
Sankt Peter og Pauls kirken ligger i Knapovec. Det blev bygget i sen Empire-stil i 1832-1834.

## Galleri
- Hernych's villa
- Mariasøjlen
- Bubnující legionář Skulptur
- Vor Frue Kirke i Horní Houžovec